# Thornton (Texas)
Thornton è un centro abitato degli Stati Uniti d'America situato nella contea di Limestone dello Stato del Texas.
La popolazione era di 526 persone al censimento del 2010.

## Geografia fisica
Thornton è situata a 31°24′36″N 96°34′25″W (31.409906, -96.573594).
Secondo lo United States Census Bureau, ha un'area totale di un miglio quadrato (2,6 km²), di cui l'1,00% d'acqua.

## Società

### Evoluzione demografica
Secondo il censimento del 2000, c'erano 525 persone, 206 nuclei familiari e 147 famiglie residenti nella città. La densità di popolazione era di 529,5 persone per miglio quadrato (204,8/km²). C'erano 248 unità abitative a una densità media di 250,1 per miglio quadrato (96,7/km²). La composizione etnica della città era formata dall'88,00% di bianchi, il 6,48% di afroamericani, lo 0,95% di nativi americani, lo 0,19% di asiatici, il 2,86% di altre razze, e l'1,52% di due o più etnie. Ispanici o latinos di qualunque razza erano l'8,00% della popolazione.
C'erano 206 nuclei familiari di cui il 32,0% aveva figli di età inferiore ai 18 anni, il 55,8% aveva coppie sposate conviventi, l'8,7% aveva un capofamiglia femmina senza marito, e il 28,6% erano non-famiglie. Il 23,8% di tutti i nuclei familiari erano individuali e il 13,1% aveva componenti con un'età di 65 anni o più che vivevano da soli. Il numero di componenti medio di un nucleo familiare era di 2,55 e quello di una famiglia era di 3,04.
La popolazione era composta dal 28,2% di persone sotto i 18 anni, il 5,5% di persone dai 18 ai 24 anni, il 28,8% di persone dai 25 ai 44 anni, il 21,9% di persone dai 45 ai 64 anni, e il 15,6% di persone di 65 anni o più. L'età media era di 37 anni. Per ogni 100 femmine c'erano 98,1 maschi. Per ogni 100 femmine dai 18 anni in giù, c'erano 96,4 maschi.
Il reddito medio di un nucleo familiare era di 26.607 dollari e quello di una famiglia era di 31.538 dollari. I maschi avevano un reddito medio di 24.792 dollari contro i 20.000 dollari delle femmine. Il reddito pro capite era di 12.615 dollari. Circa il 13,7% delle famiglie e il 16,4% della popolazione erano sotto la soglia di povertà, incluso il 15,5% di persone sotto i 18 anni e l'11,1% di persone di 65 anni o più.